# Ansgar Brinkmann
Ansgar Brinkmann (Vechta, 1969. július 5. –) német labdarúgó-középpályás és csatár. Az élvonalban két szezont töltött az Eintracht Frankfurt és az Arminia Bielefeld színeiben. A másodosztályban 9 különböző csapat színében 316 meccset játszott.